# 人間嫌い (ブリューゲル)
『人間嫌い』（にんげんぎらい、伊: Misantropo、英: The Misanthrope）は、初期フランドル派の巨匠ピーテル・ブリューゲルが1568年にキャンバス上にテンペラで制作した絵画である。画面には、「人間嫌い」の老人、その老人から窃盗をしている若者、その若者を覆っているガラスの球体が描かれ、道徳教訓的な意味が含有されている。作品は現在、ナポリのカポディモンテ美術館に所蔵されている。

## 作品
円形の本作は長方形の額縁に入っている。フードを被った「人間嫌い」は白い髯を生やし、身体の前で手を組んで歩いている黒衣姿の老人の姿で表されている。画面下部にあるフラマン語の銘文は以下のように読める。
Om dat de werelt is soe ongetru / Daer om gha ic in den ru (この世が不実だから私は喪に服す)
この銘文の書かれた部分の色層が上の絵の部分と異なるため、後筆の可能性もあり、さらに筆体の分析から1680年頃とする研究者もいるが、作品の主題の意味を理解する助けにはなるであろう。ブリューゲルの版画『人間嫌い』にもやはり銘文があり、そこには「この世が不実だから、このような人は喪に服す。多くの人は少しも正義や道理を顧みず、真にあるべき姿で生きる者は今やほとんどいない。だれもが奪い合い、引っ張り合い、偽善の習慣にどっぷり浸かっている」とある。
この銘文通り、老人の行く手には、戦闘の時、敵軍の馬の進行を妨げる鉄菱 (カルトロップ) が地面に投げられ、彼の前進を困難にしている。また、彼の後ろには、ガラスの球体 (宝珠) に身を隠した小さな裸足の若者が老人の財布に付けられている紐をナイフで切ろうとしている。老人は物思いに耽っているので、泥棒の男にも、前の道にある鉄菱にも気づいていない。

## 解釈

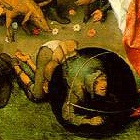
『ネーデルラントの諺』 (ベルリン絵画館) に描かれている諺「世に出たければ身をかがめなければならない」を象徴する図像

本作に描かれている「人間嫌い」の老人の意味については今日まで定説がなく、偽善者的性格、厭世観、世の欺瞞を軽視する愚者などの諸説がある。いずれにしても、彼の姿に道徳教訓的な意味が含有されていることに疑いはない。ガラスの球体の中にいて、老人に対して窃盗を働いている若者は、虚栄心の象徴であるのかもしれない。
ガラスの球体には十字架が乗っているが、それはキリスト教世界、すなわち、この「世界」の寓意像である。泥棒をしている若者の行為は、その世界の欺瞞の象徴ともいえる。なお、この若者と関連する図像がブリューゲルの『ネーデルラントの諺』 (ベルリン絵画館) にも見られる。11番目の諺「世に出たければ身をかがめなければならない」(Men moet zich krommen, wil men door de wereld kommen) を象徴する図像で、やはり十字架の付いた球体の中に人物の半身が入っているものである。
「人間嫌い」の老人はまた、世界により彼に用意された鉄菱に気づかずに歩いている。ゆえに、前方ではこの世にある妨害が、後方ではこの世にある欺瞞が象徴されているのである。作品からは、この世に絶望した老人が隠遁者の生活に入るという意味を読み取れるが、遁世してもなお困難な未来があることを暗喩している。ブリューゲルのペシミズムが端的に現れた作品といえるであろう。
いずれにしても、老人は望んでいるように世間を捨てることはできず、背景で羊を見守る羊飼いと対照されている。羊飼いは、その簡素な義務の名誉ある遂行と、羊たちに対する責任感により「人間嫌い」より高潔である。
背景には羊飼いだけでなく、低地地方の風車、静かな農場などが描かれており、前景の悲劇とは対照的である。しかし、遠方では火災も起きている。本作は、この世のパラドックスを比喩しているといえる。